# Dessel
Dessel (nederländskt uttal: [ˈdɛsəl]) är en kommun i provinsen Antwerpen i regionen Flandern i Belgien. Kommunen har cirka 9 605 invånare (2020).